# 遠藤和良
遠藤 和良（えんどう かずよし、1943年（昭和18年）5月9日 - ）は、日本の政治家。元公明党衆議院議員（6期）。

## 経歴
- 1943年（昭和18年）- 徳島県生まれ。
- 1962年（昭和37年）- 徳島県立徳島工業高等学校機械科を卒業し日本楽器に入社、ヤマハ技術研究所に配属。
- 1965年（昭和40年）3月- 静岡大学工業短期大学部機械工学科を卒業。
  - 11月- 聖教新聞社に入社。
- 1969年（昭和44年）- 金沢支局長。
- 1976年（昭和51年）- 徳島支局長。
- 1980年（昭和55年）- 第36回衆議院議員総選挙徳島県全県区に広沢直樹の後継として公明党公認で出馬するが落選。
- 1983年（昭和58年）- 第37回衆議院議員総選挙初当選。
- 1992年（平成4年）- 公明党国会対策副委員長。
- 1999年（平成11年）- 公明党徳島県本部代表。
- 2000年（平成12年）- 第2次森改造内閣で自治総括政務次官、総務総括政務次官
- 2001年（平成13年）- 第2次森改造内閣で初代総務副大臣に就任。
- 2003年（平成15年）- 第43回衆議院議員総選挙には出馬せずに引退。

## 著書
- 『人間に乾杯！』（徳島出版、1999年）